# R Apodis
R Apodis (R Aps / HD 131109 / HR 5540 / HIP 73223) es una estrella de la constelación de Apus, el ave del paraíso, de magnitud aparente +5,38. A pesar de llevar la denominación de estrellas variables «R» —indicando que fue la primera variable descubierta en la constelación—, observaciones posteriores han descartado dicha variabilidad. Se encuentra a 374 años luz de distancia del sistema solar.
R Apodis es una estrella gigante naranja de tipo espectral K4III con un radio 26,3 veces más grande que el radio solar. De tamaño parecido a otras gigantes como α Scuti o ρ Bootis, es algo más fría que éstas, con una temperatura superficial de 4160 K.
Tiene una luminosidad 200 veces superior a la luminosidad solar.
Su masa estimada es un 18% mayor que la masa solar, siendo su contenido en hierro en relación con el de hidrógeno ligeramente inferior al del Sol ([Fe/H] = -0,07). Tiene una edad de 5140 ± 2430 millones de años.